# 부다페스트 오픈 액세스 이니셔티브

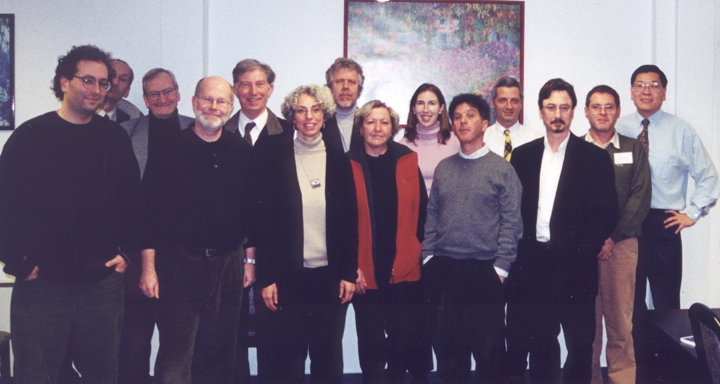
2001년 12월 1일 부다페스트에서의 회의 참가자들

부다페스트 오픈 액세스 이니셔티브(Budapest Open Access Initiative, BOAI)는 2002년 2월 14일 대중에게 공개된 연구 문헌에 대한 오픈 액세스와 관련된 원칙에 대한 공개 성명이다. 이는 2002년 12월 오픈 소사이어티 인스티튜트(Open Society Institute)가 부다페스트에서 2001년 12월 1–2일 사이 소집한 회의에서 시작되었다. 당시 "Free Online Scholarship"으로도 알려진 오픈 액세스를 장려하기 위한 것이다. 이 소규모 개인 모임은 오픈 액세스 운동을 정의하는 주요 행사 중 하나로 인식되었다. 2021년 현재 이니셔티브의 내용은 13개 언어로 번역되었다.
2012년 이니셔티브 10주년을 맞아 원래 이니셔티브가 재확인되었고 향후 10년 동안 오픈 액세스를 달성하기 위한 일련의 권장 사항이 보완되었다.